# (35206) 1994 PO27
1994 PO27 (asteroide 35206) é um asteroide da cintura principal. Possui uma excentricidade de 0.10035860 e uma inclinação de 2.93760º.
Este asteroide foi descoberto no dia 12 de agosto de 1994 por Eric Walter Elst em La Silla.